# ハインリヒ16世 (バイエルン公)
ハインリヒ16世（Heinrich XVI., 1386年 - 1450年7月30日）は、下バイエルン＝ランツフート公。フリードリヒとマッダレーナ・ヴィスコンティの子。

## 生涯
1410年、ランツフート市民の反乱を鎮圧。また、居城としていたランツフートのトラウスニッツ城を改築、拡張した。
一方、1429年に下バイエルン＝シュトラウビング公ヨハン3世死後の領土を2人の従兄弟ルートヴィヒ7世、エルンストと分割相続した。1443年、ルートヴィヒ7世の子、ルートヴィヒ8世と同盟、ルートヴィヒ7世を捕らえた。1445年にルートヴィヒ8世が、1447年にルートヴィヒ7世も幽閉されたまま没し、インゴルシュタット系が断絶した為、ハインリヒ16世が領土を相続した。1450年のハインリヒ16世の死後、子のルートヴィヒ9世はこれらの領土を手に入れた。
性格は残酷と言われ、ランツフート市民の処刑やブルクハウゼン城へ妻を追放している。

## 家族
1412年、オーストリア公アルブレヒト4世の娘マルガレーテと結婚。6人の子が生まれた。
1. ヨハンナ（1413年 - 1444年） - プファルツ＝モスバッハ公オットー1世と結婚。
2. アルブレヒト（1414年 - 1418年）
3. フリードリヒ（1415年 - 1416年）
4. ルートヴィヒ9世（1417年 - 1479年）
5. エリーザベト（1419年 - 1451年） - プファルツ選帝侯フリードリヒ1世と婚約していたが、ヴュルテンベルク伯ウルリヒ5世と結婚。
6. マルガレーテ（1420年 - ?） - 修道女